# 2007 في النمسا
فيما يلي قوائم الأحداث التي وقعت خلال عام 2007 في النمسا.

## سياسة

### تعيين في المنصب
- 11 يناير – فيرنر فايمان Federal Minister for Transport, Innovation and Technology  [لغات أخرى]‏.

## أفلام
من الأفلام التي صدرت هذه السنة في النمسا:
- 1 يناير – المزورون من إخراج ستيفان روزوتسكي.

## وفيات

### فبراير
- 15 فبراير – روبرت أدلر (مواليد 1913)

### يونيو
- 14 يونيو – كورت فالدهايم (مواليد 1918)

### سبتمبر
- 9 سبتمبر – هيلموت سينيكوفيتش (مواليد 1933) لاعب كرة قدم نمساوي.

### ديسمبر
- 9 ديسمبر – كورت شميت (مواليد 1926) لاعب كرة قدم نمساوي.
- 31 ديسمبر – إيتوري سوتزاس (مواليد 1917) مهندس معماري إيطالي.